# Юрино (Кимрский район)
Юрино — деревня в Кимрском районе Тверской области. Входит в состав Центрального сельского поселения.

## География
Находится в юго-восточной части Тверской области на расстоянии приблизительно 8 км на север-северо-запад по прямой от районного центра города Кимры в левобережной части района.

## История
Известна была с 1780-х годов как бывшее владение московского Архангельского собора. В 1780-х годах 6 дворов, в 1806 — 21. В 1859 году здесь (деревня Корчевского уезда Тверской губернии) было учтено 24 двора, в 1887 — 35.

## Население
Численность населения: 39 (1780-е годы), 106 человек (1806 год), 159 (1859 год), 151 человек (1887), 4 (русские 100 %) в 2002 году, 7 в 2010.